# Jagdschloss Hohenlohe

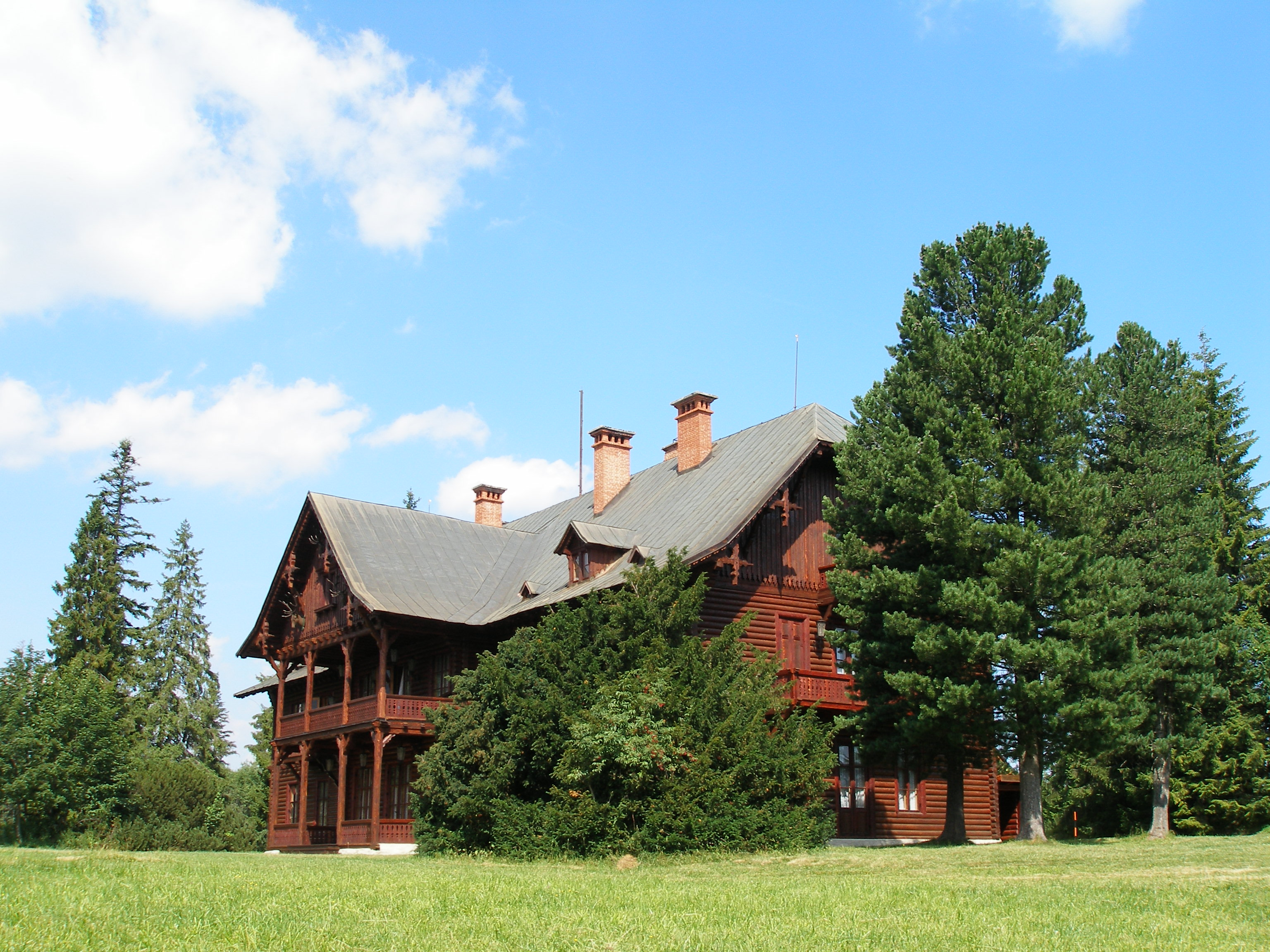
Jagdschloss Hohenlohe in Tatranská Javorina

Das Jagdschloss Hohenlohe (slowakisch Lovecký zámoček Hohenlohe) befindet sich im Gebiet des Tatra-Nationalparks in der Gemeinde Tatranská Javorina (deutsch Uhrngarten), Okres Poprad, Prešovský kraj in der Slowakei, nahe der Staatsgrenze zu Polen. Das hölzerne Schloss war einst Besitz des deutschen Fürsten Christian Kraft zu Hohenlohe-Oehringen und steht seit 2004 unter der Verwaltung des Amts des Präsidenten der Slowakischen Republik.

## Geschichte
Das Jagdschloss entstand 1883–1885 für den Fürsten Hohenlohe, nachdem dieser 1879 das fast 12.000 ha große Herrschaftsgebiet von Javorina für 500.000 Gulden erwarb. Der Ort wurde fortan zum Sitz der Verwaltung seiner Besitzungen sowohl in der Tatra als auch im übrigen Königreich Ungarn. Für den Standort wählte der Fürst die Bergwiese Mačkova poľana, die eine gute Aussicht Richtung Belaer Tatra und weiter im Hintergrund Hohe Tatra hatte. Als Architekt wird Jean Leyendecker genannt, in einigen Quellen wird der Bau Gedeon Majunke zugeschrieben. Den Bau realisierte Ján Lipták aus Veľká (deutsch Felka, heute Stadtteil von Poprad) in Zusammenarbeit mit dem tschechischen Architekten Karel Zdeněk Líman, die Innenausstattung lieferte der k.u.k. Hoflieferant Franz Iwinger aus Wien. Die feierliche Eröffnung des Anwesens wurde am 20. Juli 1885 veranstaltet.
Das Schloss ist ein Blockbau mit Fachwerkmauern mit dem Grundriss eines „Z“. Neben einem Empfangsraum und mehreren Salons und Badezimmern im Erdgeschoss befanden sich Gästezimmer im ersten Erdgeschoss, die über eine hölzerne Treppe erreichbar waren. Die aus Eisen gefertigte und für Angestellte Nebentreppe führte auch zum Dachboden und in das Untergeschoss. Im Flügel befanden sich die Küche und Wohnungen für Angestellte. Die Funktion wird insbesondere im Inneren durch zahlreiche Jagdtrophäen und Gemälde hervorgehoben, allerdings ging ein Teil der Sammlung nach der Weltjagdausstellung 1910 in Wien in das Schloss Neuenstein im heutigen Bundesland Baden-Württemberg.
Bald nach der Fertigstellung wurde das Haus zum Treffpunkt von Mitgliedern des europäischen Adels, der an Hohenlohes Ausflügen in sein Jagdrevier teilnahm. Dort wurden neben einheimischen auch fremde Arten, z. B. Sibirische Steinböcke, Wisente, Bisons und Wapiti, gejagt. Um seinen Interessen ungestört nachgehen zu können, erließ der Fürst Verbote für Touristen und grenzte sein Jagdrevier in den Tälern Bielovodská dolina und Javorová dolina ab. Erst 1902 konnte der Ungarische Karpathenverein die teilweise Freilegung von drei Hauptwegen Richtung Satteln Kopské sedlo, Sedielko und Poľský hrebeň erzielen.
Nach dem Tod des Fürsten im Jahr 1926 erbte sein Neffe August zu Hohenlohe-Oehringen den gesamten Besitz. Nach jahrelangen Verhandlungen einigte er sich mit der Tschechoslowakei am Verkauf des hochverschuldeten Besitzes an den Staat, der zum 1. Januar 1936 den Besitz inklusive des Schlosses übernahm. Zuerst wurde im Schloss die Niederlassung Javorina der Staatsforste untergebracht, nach der Gründung des Tatra-Nationalparks im Jahr 1949 ging der Besitz an dessen Verwaltung. 1975–77 wurden die beschädigten Balken und Boden renoviert und das Möbel ausgetauscht. 1977 wurde das Jagdschloss zusammen mit anderen Bauobjekten Teil der Erholungsstätte des Zentralkomitees der KSČ, somit war der Zugang für die breite Öffentlichkeit ausgeschlossen.
Von 1990 bis 1993 stand das Anwesen unter der Verwaltung des benachbarten Hotels leer, seither gehörte es dem Amt des Nationalrats der Slowakischen Republik mit Nutzung durch die Verwaltung des Tatra-Nationalparks. 2004 wurde die Zuständigkeit an das Amt des Präsidenten der Slowakei übertragen, das das Schloss für Repräsentationszwecke verwendet. Seit 2009 ist es Nationales Kulturdenkmal.

## Zugang
Seit 2015 werden kostenlose Führungen (nur auf Slowakisch) durch ausgewählte Teile des Schlosses angeboten. Diese finden immer donnerstags (außer Feiertage oder 31. Dezember) statt. Eine Voranmeldung ist wegen der begrenzten Besucherzahl (max. 20 Personen) empfohlen.